# رالف يريكيان
رالف يريكيان (بالأرمنية: Ռալֆ Յիրիկյան) المدير العام لشركة VivaCell-MTS (MTS Armenia CJSC) والتي كانت شركة ناشئة تأسست في العام 2005 لتصبح مزود الاتصالات الرائد في أرمينيا وواحدة من أكبر دافعي الضرائب فيها.

## النشأة والتعليم
ولد رالف سيزار يريكيان في 16 تشرين الثاني عام 1967 في بيروت، لبنان. ونشأ مع أخويه التوأم وشقيقته الأصغر سنا في بيروت. بعد اندلاع الحرب الأهلية في عام 1975، تميزت طفولته بالحرمان ومشاهد العنف.
تخرج رالف يريكيان من الجامعة الأمريكية في بيروت بدرجة البكالوريوس في الاقتصاد عام 1991. وفي عام 1992، حصل على درجة بكالوريوس ثانية من نفس الجامعة في تخصص إدارة الأعمال.

## العمل
من عام 1991 إلى عام 1992، عمل يريكيان في مكتبة في الجامعة الأميركية في بيروت كمساعد في قسم الأرشفة والتوثيق. وعمل بعدها  كعامل كمبيوتر في مؤسسة جورج متى اللبنانية. في عام 1993، عمل كسكرتير تنفيذي لمجموعة المها القابضة في قطر، كمستشار إداري مساعد في شركة ناصر وغطاس وشركاه في قبرص.
من الأعوام 1994 إلى 1996، تولى يريكيان رئاسة قسم الإدارة وشؤون الموظفين في مجموعة المها القابضة. ومن عام 1997 إلى عام 1999، كان رئيسًا لقسم الإدارة وخدمة العملاء في ناصر وغطاس وشركاه في قبرص. بين عامي 1999 - 2001، كان يريكيان رئيس الوحدة الإدارية في شركة LibanCell في لبنان. من شباط 2002 حتى تموز 2004، كان المدير العام لشركة Karabakh Telecom.

## المدير العام لشركة VivaCell-MTS
يعد رالف يريكيان المدير العام لشركة VivaCell-MTS منذ شهر تشرين الثاني من العام 2004. نمت VivaCell-MTS خلال عهد إدارته في فترة قصيرة من الزمن لتصبح مؤسسة مثالية مع أكثر من 60 ٪ من حصة السوق وحوالي 1300 موظف، وأصبحت واحد من أكبر دافعي الضرائب في أرمينيا.
نمت شركة VivaCell بسرعة، ووافقت في عام 2007 مجموعة فتوش المساهم الوحيد في الشركة على بيع 80٪ من أسهمها إلى شركة (Mobile TeleSystems PJSC (MTS التي تعد أكبر مشغل للهاتف المحمول في الدول المستقلة لرابطة الشعوب البريطانية والاتحاد الروسي. واليوم، يضم مساهموVivaCell-MTS (MTS Armenia CJSC)  80%من مجموعة MTS Russian MTS Group) Mobile TeleSystems PJSC) و20% من مجموعة فتوش اللبنانية. بعد الاستحواذ على شركة MTS، بقي رالف يريكيان مديرًا عامًا لـ VivaCell-MTS. وواصلت الشركة تحت إدارته السعي وتحقيق آفاق جديدة: أولى الإنجازات كانت في أرمينيا في طرح بدء تطبيق الجيل الثالث 3G على أساس UMTS / HSPA (نظام الاتصالات المتنقلة العالمي / وصول حزم عالية السرعة)، وتم إطلاق ذلك في 17 نيسان عام 2009 لتكون لحظة حاسمة للشعب الأرمني. أتاح إدخال الجيل الثالث 3G فرصًا جديدة لرجال الأعمال والحياة اليومية في البلاد. وفي 20 كانون الأول عام 2010، أطلقت VivaCell-MTS أول شبكة 4G/LTE في أرمينيا والمنطقة.
جعلت شبكة 4G/LTE التي أطلقتها VivaCell-MTS  أرمينيا أحد القادة العالميين المختارين في نشر شبكة 4G. بالإضافة إلى ذلك، من المتوقع أن يجعل إطلاق 4G من أرمينيا دولة ذات بنية تحتية جذابة للاتصالات. تعد شبكة 4G / LTE الخاصة بشركة VivaCell-MTS الأكبر في أرمينيا، وهي تغطي 22 مدينة ومتاحة لـ 52.5٪ من الشعب.

## ثقافة المسؤولية الاجتماعية للشركات في أرمينيا
مساعدة المجتمع هي جزء من مهمة VivaCell-MTS، وقد أصبحت الشركة رائدة في الترويج لمفهوم مسؤولية الشركات في أرمينيا نظرًا لاتباعها نهج المسؤولية الاجتماعية على مستوى الشركة وترسيخها في نشاطاتها اليومية.  تبنت VivaCell-MTS «الاحتذاء بالقدوة» شعارًا للشركة، ودعت الكيانات التجارية الأخرى لجعل هذه المسؤولية الاجتماعية جزءًا لا يتجزأ من نشاطها أيضًا. بدءاً من اليوم الأول من عملها، قامت الشركة باستثمارات اجتماعية كبيرة في تنفيذ مشاريع مبتكرة في مجالات تكنولوجيا المعلومات والاتصالات والرعاية الصحية والثقافة والعلوم والأطفال وحماية البيئة والرياضة والتعليم والبنية التحتية الريفية مع التركيز على الحدود.
لا تتواجد الشركات في نطاق جغرافي  أو اجتماعي، بل هي جزء من المجتمع ويقع حضورها في مجتمعات ومناطق معينة، وهذا جزء من المسؤولية المدنية والاجتماعية تجاه المجتمعات المحلية التي تعمل فيها الشركات.
تعد شركة VivaCell-MTS أول مشغل اتصالات في أرمينيا ورابطة الدول المستقلة التي طبقت بنجاح إرشادات ISO 26000.
في عام 2016، حصلت شركة VivaCell-MTS على شهادة تمنح للشبكة الأوسع والأكثر تطوراً والتي تمتاز بالكفاءة في العمل مع العملاء وتقديم خدمات مبتكرة وإرشادات عن طريق المسؤولية الاجتماعية من الرابطة الوطنية للمستهلكين. في 28 شباط عام 2017، حصلت الشركة على لقب «مشغل للهواتف المحمولة الممكن الوصول إليه» في إطار جوائز «أماكن الوصول» من قبل منظمة "Armenian Camp" غير الحكومية.

## ثقافة جديدة للإدارة
في الأيام الأولى من تشغيل VivaCell-MTS ، لم يضطر يريكيان فقط إلى التغلب على التحديات التقنية المتمثلة في بناء شبكة إذاعية وتثبيت محطات قاعدة في المناطق النائية في جميع أنحاء البلد الجبلي بطبيعته وتوظيف المتخصصين، ولكن كان عليه أيضًا أن يخوض معركة مع بقايا ثقافة الأعمال الأرمنية من الحقبة السوفيتية. يوضح يريكيان أنه حث موظفيه على تحمل المسؤولية واتخاذ القرارات الخاصة بهم.
استحدثت ثقافة إدارة الشركات الجديدة التي تم تطويرها في VivaCell-MTS أثناء نشاطها دورة بعنوان «Business with a Mission، العمل لتحقيق رسالة»، حيث تم تلخيص تجربة أكثر من 11 عامًا من العمل الناجح للشركة. في البداية، تم عرض الدورة لطلاب الجامعة الذين تم استضافتهم في VivaCell-MTS تحت مظلة الأيام المفتوحة في التي تنظمها الشركة بشكل متكرر، حيث يقوم رالف يريكيان فيها بإلقاء محاضرات شخصية لأطفال المدارس الثانوية وطلاب الجامعات ومنحهم فرصة للتعرف على كيفية عمل الشركة والتفاعل مع عملائها والتواجد ضم عائلة الشركة.
قام رالف يريكيان كمحاضر زائر بدعوة إلى العديد من مؤسسات التعليم العالي للتحدث عن «Business with a Mission، العمل لتحقيق رسالة». وبناءً على طلب مؤسسات التعليم العالي، يلقي يريكيان محاضرات حول أساسيات الاتصالات السلكية واللاسلكية وثقافة الشركات.

## العائلة
رالف يريكيان متزوج ولديه ابن واحد وابنة واحدة.

## فيلموغرافيا
| العام | العنوان              | ملاحظات |
| ----- | -------------------- | ------- |
| 2017  | مسا جميل (Լավ Երեկո) | ضيف خاص |